# Kotraguli, Srinivaspur
Kotraguli là một làng thuộc tehsil Srinivaspur, huyện Kolar, bang Karnataka, Ấn Độ.